# Санта-Мария-дей-Монти
Са́нта-Мари́я-дей-Мо́нти (итал. Santa Maria dei Monti, дословно — «Святая Мария на Горах»), известна также как Мадо́нна-дей-Мо́нти (итал. Madonna dei Monti)  или Са́нта-Мари́я-ай-Мо́нти (итал. Santa Maria ai Monti) — титулярная церковь (с 1960 года) в Риме, размещена на via Madonna dei Monti, в 300 метрах на восток от Форума Августа.

## История
Церковь возведена Джакомо делла Портой по заказу папы Григория XIII в 1580 году. Архитектор ориентировался на недавно законченную им постройку — церковь Иль-Джезу (1577). Храм Санта-Мария-дей-Монти был построен в честь обретения чудотворного изображения Девы Марии со святым Лаврентием и святым Стефаном. Образ был создан в XV и обнаружен в развалинах монастыря Кларисок, его можно увидеть над алтарём.
Копию образа проносят вокруг церкви в конце апреля, отмечая время её обретения в 1579 году. Фасад храма реставрирован в 1991—1992 годах.

## Интерьер
Фасад храма схож с предыдущей работой Джакомо делла Порта — церковью Иль-Джезу. Строительство было продолжено архитекторами Карло Ломбарди и Фламинио Понцио. На своде церкви — фрески работы Кристофоро Казолани «Вознесение, англелы и Учителя Церкви» (1609). В апсиде — фрески работы Джачинто Джиминьяни и Кристофоро Казолани. В часовне за алтарем хранятся реликвии святого Бенуа Жозефа Лабра, который умер на лестнице церкви в 1783 году во время паломничества.
Церковь открыта ежедневно с 07:00 до 12:00 и вечером с 18:00 по 20:00.

## Титулярная церковь
Церковь Санта-Мария деи Монти является титулярной церковью, кардиналом-священником с титулом церкви Санта-Мария-дей-Монти с 27 августа 2022 года, является французский кардинал Жан-Марк Авелин.